# Caius Largennius
Caius Largennius, mort vers 50, est un légionnaire romain de la Légion II Augusta. Sa stèle funéraire a été découverte en 1878 par le chanoine Alexandre Joseph Straub dans le quartier de Koenigshoffen à Strasbourg. Elle est conservée au Musée archéologique de Strasbourg.

## Éléments biographiques
Rattaché à la tribu romaine Fabia, Caius Largennius est né à Lucques ; il est en garnison à Argentoratum où il meurt à l'âge de 37 ans après 18 ans de service,.
Un square porte son nom dans le quartier de Koenigshoffen, non loin de la cité du Hohberg.

## Stèle funéraire
La stèle en calcaire a été trouvée au niveau de l'adresse actuelle 27–29, route des Romains,.
Son exécution est sûre et la pose du légionnaire détendue. Elle mesure 150 cm de haut, 67 cm de large et 21 cm en profondeur.
Selon l'expert italien Vittorio Lino Biondi, l’exécution soignée de la stèle et le fait que Largennius est représenté avec un armement léger indique que ce dernier n'était pas un soldat du rang mais plutôt un coursier, dont l'importance et la fiabilité auraient été reconnues. En effet, Largennius est simplement représenté avec un glaive et une dague suspendus à deux ceinturons distincts (Cingulum militare), tandis que son bras gauche porte un rouleau de parchemin.
La stèle porte l'inscription suivante sur cinq lignes : « C. LARGENNIUS / C. FAB. LUC. MIL. / LEG. II SCAEVAE / AN. XXXVII STIP. / XVIII H.S.E. » qui se lit : Caius Largennius Caii Fabia Luca miles legionis II scaevae annorum XXXVII stipendiorum XVIII hic situs est,,, soit : « Caius Largennius, fils de Caius, de la tribu Fabia, originaire de la ville de Lucques en Italie. Soldat de la Légion II Augusta. Décédé à 37 ans après 18 ans de service. Ici se trouve sa sépulture ». 
Une réplique de la stèle se trouve à Strasbourg, sur une place inaugurée en 2009 et portant le nom du légionnaire,. Une autre réplique a été dévoilée le 24 mars 2017 à Lucques. Le retour du premier Lucquois connu (Il primo Lucchese nel mondo torna a casa) a été célébré par une cérémonie officielle.